# Tropidonitis paradoxus
Tropidonitis paradoxus är en skalbaggsart som beskrevs av Karl Henrik Boheman 1857. Tropidonitis paradoxus ingår i släktet Tropidonitis och familjen bladhorningar. Inga underarter finns listade i Catalogue of Life.